# Thực trạng nhà vệ sinh ở Ấn Độ
Thực trạng nhà vệ sinh ở Ấn Độ là tình trạng thiếu hoặc không có nhà vệ sinh xảy ra tại Ấn Độ. Trung bình cứ 3 hộ gia đình ở Ấn Độ thì mới có một hộ có nhà vệ sinh. Đây là một tình cảnh gây ra những mối hiểm họa lớn đối với phụ nữ nước này, những người thường xuyên bị tấn công khi sử dụng nhà vệ sinh công cộng.

## Nạn nhân
Phụ nữ là nhóm đối tượng dễ bị tổn thương nhất khi phải sử dụng nhà vệ sinh không đủ chuẩn, vì chúng được thiết kế không có mái, cửa sổ thì thấp tè. Và thế là để khỏi bị tấn công, quấy rối tình dục, nhiều phụ nữ lựa chọn cách đi vệ sinh "lộ thiên". Mối hiểm nguy mà các phụ nữ đi vệ sinh ngoài trời ở vùng nông thôn Ấn Độ phải đối mặt được thể hiện rất rõ ràng vào tháng 5 năm 2014 khi hai cô gái bị cưỡng hiếp tập thể.
Hai thiếu nữ ở bang Uttar Pradesh đã bị cưỡng hiếp tập thể và treo lên cây khi đi vệ sinh ngoài trời. Vụ án đã làm dấy lên các cuộc biểu tình chống chính quyền bang và các tuyên bố cho rằng các cảnh sát từ chối truy tìm hung thủ. Một quan chức cảnh sát ở Bihar vào năm 2013 tuyên bố, hơn 400 vụ hiếp dâm ở bang này có thể tránh được nếu các nạn nhân có công trình vệ sinh ở trong nhà.

## Giải pháp
Trong khi chính phủ Ấn Độ thường lơ là việc cải thiện điều kiện vệ sinh, thì một số chính trị gia đã lên tiếng. Phát biểu tại một sự kiện cho giới trẻ, ông Narendra Modi, ứng cử viên của đảng BJP tranh cử chức Thủ tướng đã công khai tuyên bố về sự cần thiết phải cải thiện hệ thống vệ sinh khi nói rằng "nhà vệ sinh trước, đền đài sau".
Một số nhóm hoạt động cũng đang có những nỗ lực tương tự. Tổ chức Sulabh International đã cung cấp cho 1,2 triệu hộ gia đình ở Ấn Độ hệ thống nhà vệ sinh xả nước kể từ khi được thành lập năm 1970.

## Đánh giá
- "Trong một xã hội văn minh, sao lại có thể để những người mẹ, người chị bó buộc phải chọn cách phóng uế giữa môi trường tự nhiên - điều chẳng hề an toàn và có chút lương tâm nào"_ Bindeshwar Pathak, Người sáng lập Sulabh International.[5]
- Khi trả lời phỏng vấn của một tờ báo của Đức với câu hỏi: Khi nào thì đất nước các ngài trở thành một quốc gia thịnh vượng? Cựu Thủ tướng Ấn Độ Nehru trả lời: "khi mà mọi nhà ở Ấn Độ có hệ thống vệ sinh giật nước".[6]